# Mahendra Singh Dhoni
Mahendra Singh Dhoni, comunemente noto come M. S. Dhoni (Ranchi, 7 luglio 1981), è un crickettista indiano, ex capitano della Nazionale di cricket dell'India.

## Carriera
Durante la Coppa del Mondo 2015 tenutasi in Australia e Nuova Zelanda, Dhoni è diventato il primo capitano non australiano ad aver vinto 100 partite. Nel 2015 la rivista Forbes ha classificato Dhoni tra i primi 100 atleti più pagati al mondo, stimando i suoi guadagni a circa 31 milioni di dollari.